# Graphania morosa
Graphania morosa är en fjärilsart som beskrevs av Butler 1880. Graphania morosa ingår i släktet Graphania och familjen nattflyn. Inga underarter finns listade i Catalogue of Life.